# Cudos
Cudos è un comune francese di 790 abitanti situato nel dipartimento della Gironda nella regione della Nuova Aquitania.

## Storia

### Simboli
Lo stemma è in uso dal 2014. Le due conchiglie rappresentano le chiese di Cudos che si trovavano lungo il cammino di Santiago: Saint-Laurent d'Artiguevieille e Conques in località Menon, oggi non più esistente. L'incudine ricorda che Cudos è stato un paese di fabbri. Le fasce rosse in campo d'oro sono riprese dallo stemma della famiglia de Goth, o de Gout, (d'oro, a tre fasce di rosso). Jeanne de Goth, sorella di papa Clemente V, finanziò la costruzione dell'attuale chiesa di San Giovanni Evangelista a Cudos il cui portale d'ingresso è raffigurato nello stemma comunale.

## Società

### Evoluzione demografica
Abitanti censiti